# Kanakatte, Arsikere
Kanakatte là một làng thuộc tehsil Arsikere, huyện Hassan, bang Karnataka, Ấn Độ.